# Spanurus tellinii
Spanurus tellinii är en tvåvingeart som beskrevs av Mario Bezzi 1906. Spanurus tellinii ingår i släktet Spanurus och familjen rovflugor.
Artens utbredningsområde är Eritrea. Inga underarter finns listade i Catalogue of Life.